# Pfarrkirche St. Stefan unter Feuersberg

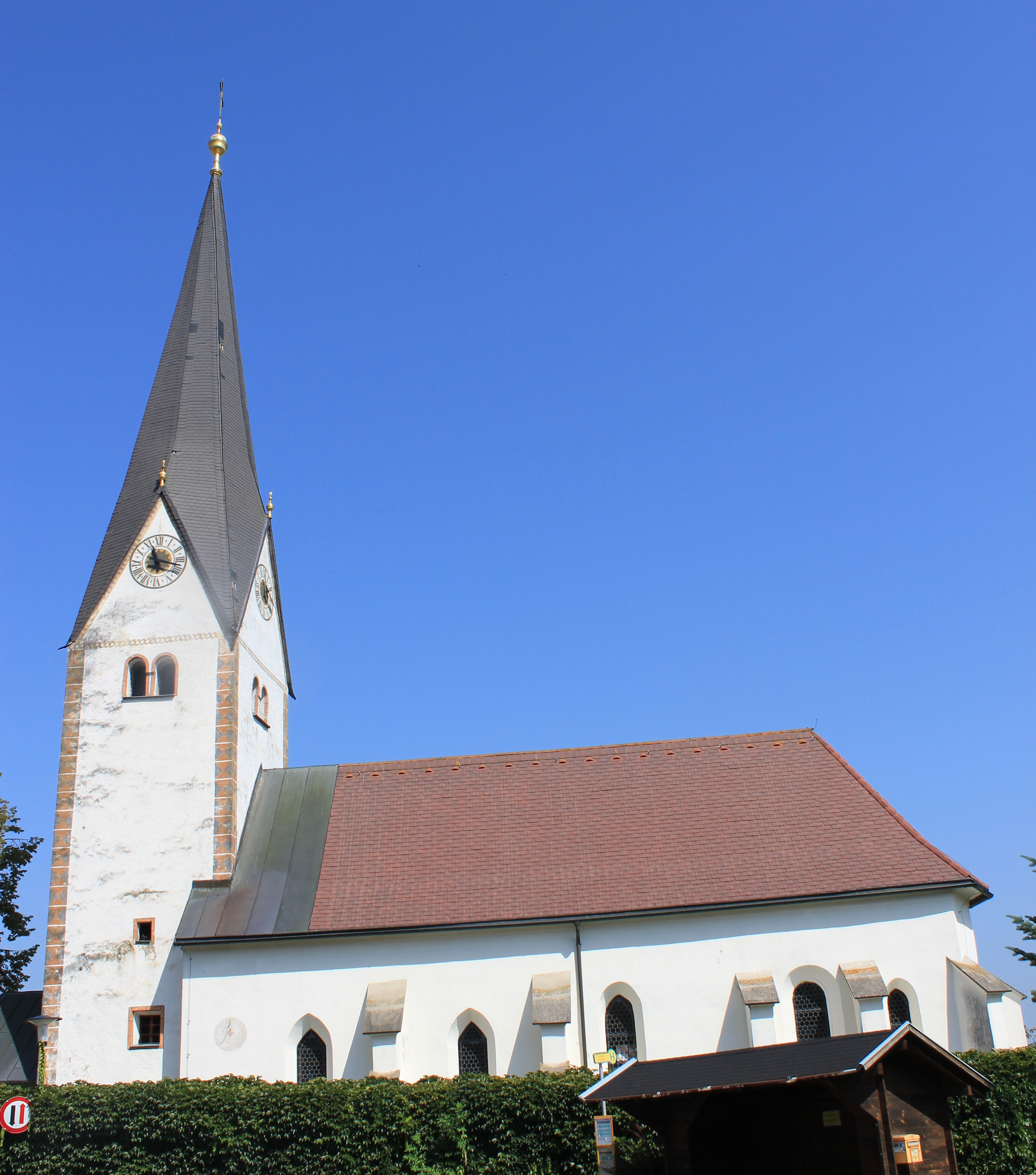
Katholische Pfarrkirche St. Stefan in Globasnitz

Die römisch-katholische Pfarrkirche St. Stefan unter Feuersberg steht in St. Stefan in der Gemeinde Globasnitz im Bezirk Völkermarkt in Kärnten. Die dem Patrozinium des hl. Stephanus unterstellte Pfarrkirche gehört zum Dekanat Eberndorf/Dobrla vas in der Diözese Gurk-Klagenfurt. Die Kirche und der Friedhof stehen unter Denkmalschutz (Listeneintrag).

## Geschichte
Urkundlich wurde 1296 eine Pfarre genannt.
1986 war eine Restaurierung.

## Architektur
Um die ehemalige Wehrkirche ist in fast voller Höhe eine wehrhafte Mauer, nord- und ostseitig mit Schießscharten, westseitig befindet sich das rundbogige profilierte Portal. In der Friedhofsmauer ist ein römerzeitliches Relief von einem Grabbau mit einer Erosdarstellung vermauert. Die Grabsteine der Kirche stammen aus der Siedlung Iuenna bei Globasnitz.
Das Kirchenäußere zeigt einen romanischen Westturm und einen spätgotischen Kirchenbau, das Langhaus und der gleich breite Chor haben zweistufige Strebepfeiler, oberhalb des Kirchenschiffes befand sich ursprünglich ein Wehrgeschoß. An der Nordwand des Chores wurde 1996 eine gemalte Darstellung eines Bischofs in Secco-Technik um 1600 freigelegt. Die nördlich am Chor angebaute Sakristei hat im Untergeschoß ein Beinhaus und ein Wehrobergeschoß, westlich davon steht ein barocker Kapellenanbau am Langhaus. Westlich befindet sich eine Vorlaube. In der südlichen Langhausmauer ist ein römerzeitlicher Grabstein vermauert, die Inschrift nennt den Ädilen L. Barbius Vercaius, die Gattin Suadulla und L. Barbius Veranus, Soldaten der 1. Praetorianerkohorte, eine weitere Grabinschrift nennt Magius Datus und Ingenua.
Das Kircheninnere zeigt ein dreijochiges Langhaus unter einem Netzrippengewölbe des frühen 16. Jahrhunderts über runden Wandvorlagen. Das Turmerdgeschoß wurde in jüngerer Zeit in den Langhausraum einbezogen. Die Westempore wurde 1885 restauriert. Der profilierte Triumphbogen ist spitzbogig. Der einjochige Chor mit einem Fünfachtelschluss hat ein Netzrippengewölbe auf Runddiensten und auf drei Konsolköpfen. An der nördliche Langhauswand befindet sich das Fresko Kreuzigung 1575, 1935 restauriert.

## Einrichtung
Der Hochaltar aus 1763 trägt die Figuren der Heiligen Stephanus, Laurentius, Norbert und Johann Nepomuk. Der linke Seitenaltar aus 1699 hat eine reiche Akanthusrahmung, der rechte Seitenaltar entstand gleichzeitig. Der Altar in der Seitenkapelle entstand im späten 18. Jahrhundert und wurde 1995 restauriert.
Die Orgel baute Nikolaus Müller 1815 und wurde 1971 restauriert.